# 喜馬拉雅時報
喜馬拉雅時報（英語：The Himalayan Times）是在尼泊爾以全開報型發行的英文日報。由拉詹·博克雷爾擔任代理總編輯。 在尼泊爾新聞委員會2018年發表的新聞評級中，它獲得最高的A+級。
該報創立2011年11月23日，總部位於加德滿都阿納姆納加爾 喜馬拉雅時報的擁有者為國際媒體網路有限公司，該公司的母公司則為由印度、尼泊爾人所投資的亞太通訊組合有限公司。它的競爭對手試圖遊說以便免外資媒體進駐尼泊爾，然而未能成功。
在創始之初，喜馬拉雅時報每份內有12頁，其中有6頁彩色印刷，並要價2盧比。在一年內，它成為尼泊爾英語報紙龍頭，且自稱有最多的讀者。